# Hélder Ribeiro
Hélder Armando dos Santos Ribeiro OTE • ComC • ComA • ComSE • GOL (Lisboa, 19 de Junho de 1883 — Porto, 10 de Novembro de 1973), conhecido apenas por Hélder Ribeiro, foi um oficial de Infantaria do Exército Português que se distinguiu no movimento revolucionário que levou à Proclamação da República Portuguesa e depois como político durante a Primeira República tendo sido deputado ao Congresso da República e desempenhado funções ministeriais. Foi opositor ao regime do Estado Novo.

## Biografia
Nascido em Lisboa, concluiu o curso de Infantaria da Escola do Exército, iniciando uma carreia miliar como oficial do Exército Português, que o levaria a concluir o curso do Estado Maior e a atingir a classe de oficial superior.
Filiou-se no Partido Republicano Português durante a fase final da Monarquia Constitucional e em 1899 foi um dos sócios fundadores da Liga Académica Republicana.
Como activo propagandista do ideário republicano, participou activamente na organização do movimento revolucionário que conduziu à Revolução de 5 de Outubro de 1910. Como jovem tenente, colaborou com o almirante Cândido dos Reis, João Chagas e Alfredo de Sá Cardoso, distinguindo-se no comando das movimentações militares que conduziram à vitória republicana.
A sua primeira experiência política ocorreu em 1911, quando foi eleito deputado à Assembleia Nacional Constituinte pelo círculo eleitoral da Covilhã, tendo participado activamente na elaboração da Constituição Portuguesa de 1911. Foi novamente eleito deputado em 1912, mantendo-se como membro do Congresso da República até 1917.
Foi iniciado na Maçonaria em 1911, na loja Justiça, em Lisboa, com o nome simbólico de Febo Moniz.
Mantendo-se activo na carreira militar, em 1916, quando a situação na fronteira entre a África Oriental Portuguesa e a África Oriental Alemã se tinha deteriorado seriamente em torno da disputa sobre o triângulo de Quionga, foi incorporado nas forças expedicionárias enviadas para Moçambique, onde foi governador do Distrito de Tete..
Defensor da participação portuguesa na Primeira Guerra Mundial, no posto de capitão integrou como voluntário o Corpo Expedicionário Português que seguiu para França, permaneceu na frente de guerra até ao armistício.
Regressado a Portugal, foi nomeado Ministro da Guerra do 21.º Governo Republicano (de 29 de junho de 1919 a 21 de janeiro de 1920) e no ano seguinte Ministro dos Negócios Estrangeiros do 23.º Governo Republicano (de 21 de janeiro de 1920 a 8 de março de 1920). Em 1924 foi Ministro da Instrução Pública e Ministro do Comércio e Comunicações. De 1919 a 1921 foi novamente deputado.
Após a Revolução de 28 de Maio de 1926 foi opositor activo da Ditadura Nacional e do regime do Estado Novo. Em consequência foi por diversas vezes preso e obrigado ao exíliio, tendo-lhe sido fixada residência em Cabo Verde (1927), nos Açores (ilha Graciosa e Faial entre 1927 e 1931) e em Timor (1931 e 1933). Integrou a comissão central do Movimento de Unidade Democrática e participou activamente nas campanhas eleitorais dos candidatos da oposição ao salazarismo.
Atingiu o posto de Coronel.
A 15 de Fevereiro de 1919 foi feito Comendador da Ordem Militar de São Bento de Avis, a 28 de Junho de 1919 foi feito Comendador da Ordem Militar de Nosso Senhor Jesus Cristo e da Antiga, Nobilíssima e Esclarecida Ordem Militar de Sant'Iago da Espada, do Mérito Científico, Literário e Artístico e Oficial da Antiga e Muito Nobre Ordem Militar da Torre e Espada, do Valor, Lealdade e Mérito e a 1 de Outubro de 1985 foi agraciado a título póstumo com o grau de Grande-Oficial da Ordem da Liberdade.